# Martin Bouché

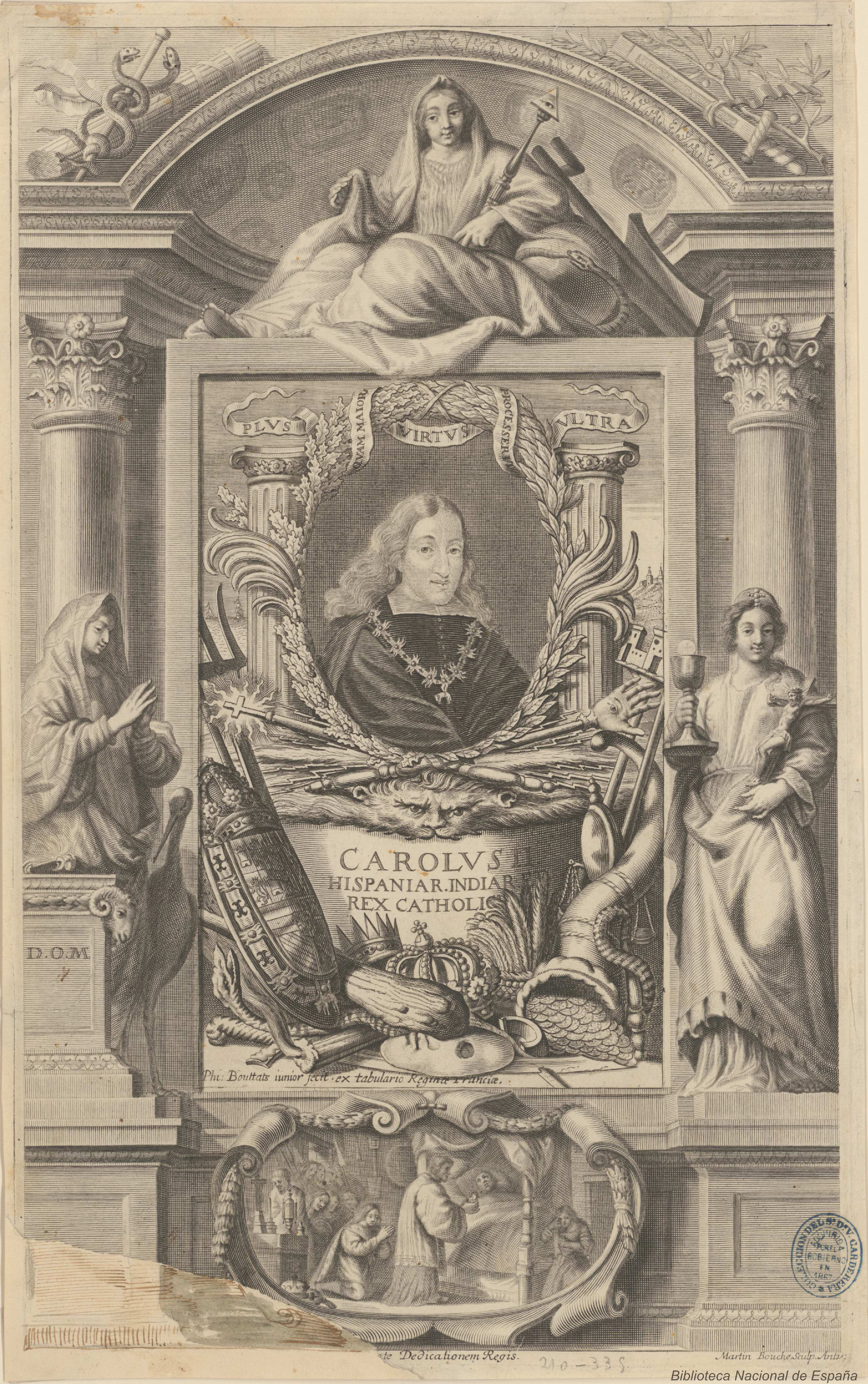
Carlos II, grabado calcográfico firmado en el marco central Phi: Bouttats iunior fecit. ex tabulario Reginae Franciae. Al pie, rota la esquina inferior izquierda: ...te Dedicationem Regis / Martin Bouche Sculp Antv. Biblioteca Nacional de España.

Martin Bouché (Amberes, 1645-1693 o 1694) fue un grabador al buril flamenco.
Nacido el 3 de febrero de 1645 en Amberes, en 1671 se incorporó a la guilda de San Lucas de su ciudad natal y un año después casó con Marie Verbiest, hija de su maestro. Con Peter-Paul Bouché, posiblemente su hermano, Frederik Bouttats II y Pierre Clouet, entre otros, proporcionó las ilustraciones para la edición de Las metamorfosis de Ovidio traducidas al francés por Pierre Du Ryer, en la edición de François Foppens, Bruselas, 1677.
Grabó retratos, en ocasiones en barrocos enmarcamientos con abundantes figuras alegóricas, como el de Carlos II de España por dibujo de Jan Erasmus Quellinus, o en sencillos marcos ovales y de dimensiones medianas. Entre ellos los de algunos de los religiosos católicos martirizados en Inglaterra en el siglo XVII, como Thomas Whitbread, John Gavan, John Fenwick, William Harcourt y Anthony Turner, jesuitas ajusticiadas en Tyburn en 1679, falsamente acusados de participar en una conspiración papista para asesinar a Carlos II de Inglaterra. Un grabado de Guillermo Enrique príncipe de Orange y Nassau, futuro Guillermo III de Inglaterra, lleva al pie una inscripción en la que se indica que estaba en venta en Amberes, en la casa de Martin Bouché, rue de Lombaerde Velt. También pueden citarse los retratos de Juan Domingo de Zúñiga y Fonseca, presidente del Consejo de Flandes, por pintura de Gonzales Coques, y los de los sevillanos Fernando de Contreras y sor Francisca Dorotea (1683), por dibujos de Cornelio Schut, firmados todos ellos en Amberes aunque estos dos últimos encargados por el cabildo de la Catedral de Sevilla en el marco del incoado proceso de beatificación, por ser reclamados sus retratos desde Roma.